# مقاطعة ماسون (إلينوي)
مقاطعة ماسون (بالإنجليزية: Mason County)‏ هي إحدى مقاطعات ولاية إلينوي الأمريكية. بلغ عدد سكانها حسب تعداد عام 2010 14,666 نسمة.  مقرها مقاطعة هافانا.  تم تسمية المقاطعة على شرف جورج ميسون عضو المجلس التشريعي في ولاية فرجينيا الذي قام بحملة من أجل اعتماد وثيقة حقوق الولايات المتحدة.
تم إنشاء المقاطعة في عام 1841 من أجزاء من مقاطعتي تيزويل و مينارد. تعد التربة التي تغطي معظم مقاطعة ماسون رملية للغاية. حيث تشكلت أثناء ذوبان نهر ويسكونسن الجليدي منذ نحو 10,000 عام. رسبت المياه الذائبة من النهر الجليدي كميات كبيرة من الرمال في منطقة دلتا بالقرب من تقاطع نهري سانجامون وإلينوي.